# Marquesado del Dragón de San Miguel de Híjar
El marquesado del Dragón de San Miguel de Híjar es un título nobiliario español creado en Nápoles, el 20 de mayo de 1646 por el rey Felipe IV a favor de Antonio de Mendoza e Híjar Robles.
En 1822, el Protectorado del Perú declaró caduco el marquesado del Dragón de San Miguel de Híjar. El título fue rehabilitado en 1887 por el rey Alfonso XIII.

## Marqueses del Dragón de San Miguel de Híjar
|                                 | Titular                                              | Periodo                |
| Creación por Felipe IV          | Creación por Felipe IV                               | Creación por Felipe IV |
| ------------------------------- | ---------------------------------------------------- | ---------------------- |
| I                               | Antonio de Mendoza e Híjar Robles                    | 1646-                  |
| II                              | Álvaro de Híjar y Mendoza Cabrera                    |                        |
| III                             | García de Híjar Mendoza y Dávila                     | ? -1668                |
| IV                              | García de Híjar Mendoza y Santillán                  | 1668-1718              |
| V                               | García de Híjar Mendoza y Roldán Altamirano          |                        |
| VI                              | Juana Margarita de Híjar y Mendoza                   |                        |
| VII                             | Fernando José de la Fuente Híjar y Mendoza           | ? -1777                |
| VIII                            | José María de la Fuente y Carrillo de Albornoz       | 1777-                  |
| IX                              | María Josefa de la Fuente y Mesía                    |                        |
| Rehabilitación por Alfonso XIII |                                                      |                        |
| X                               | José María de Santiago-Concha y Vázquez de Acuña     | 1887-1900              |
| XI                              | José Manuel de Santiago-Concha y de Tineo            | 1906-1962              |
| XII                             | María de la Trinidad de Santiago-Concha y de Tineo   | 1964-1985              |
| XIII                            | José María Rodríguez de Santiago-Concha              | 1985-1986              |
| XIV                             | Juan Rodríguez de Santiago-Concha y Fabra            | 1986-2022              |
| XV                              | Cristina Rodríguez de Santiago-Concha y Ruiz-Navarro | 2022-actual titular    |

## Historia de los marqueses del Dragón de San Miguel de Híjar

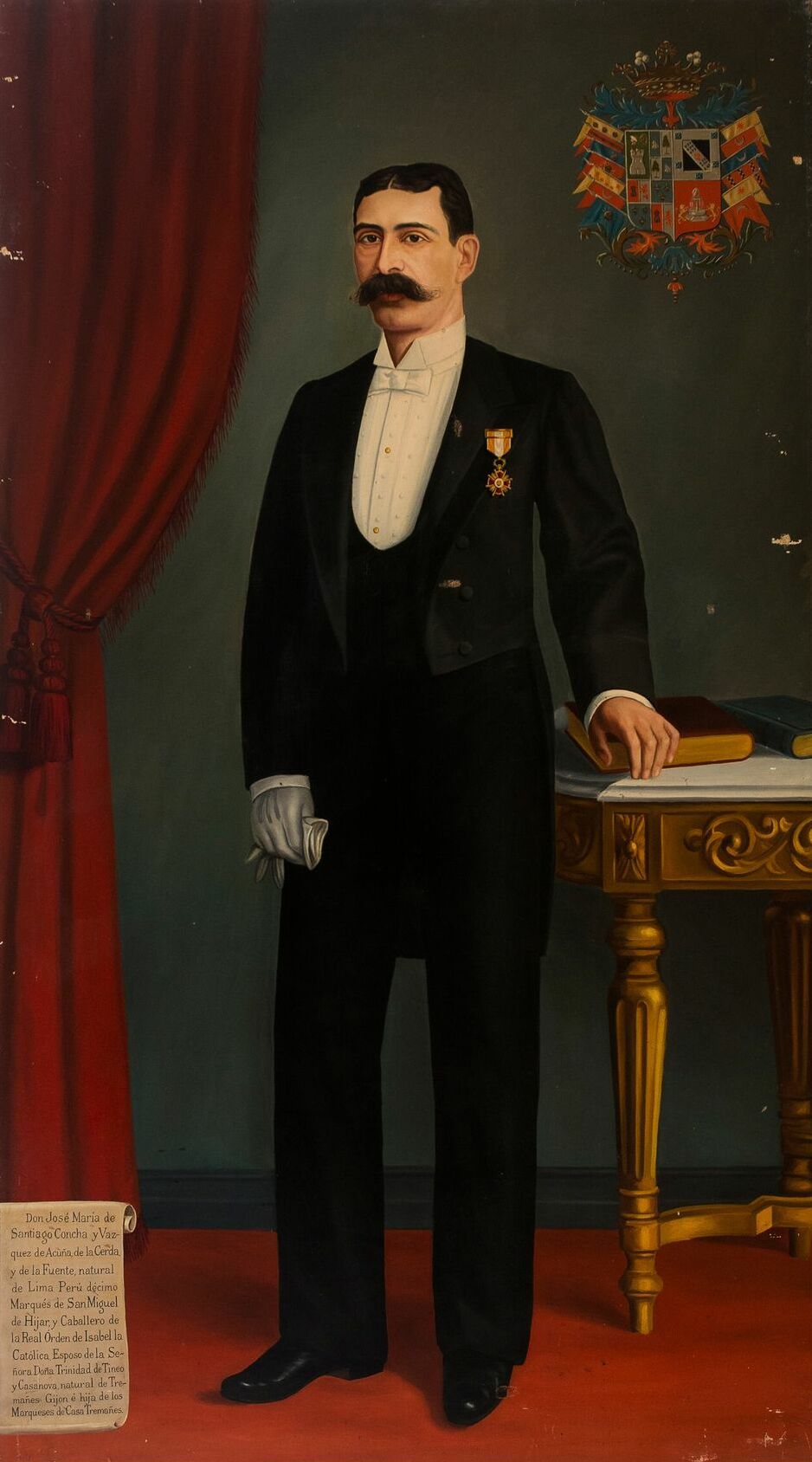
José María de Santiago-Concha Vázquez de Acuña, décimo marqués.

- Antonio de Mendoza Híjar y Robles, I marqués del Dragón de San Miguel de Híjar, natural de Zalamea de la Serena, caballero de la Orden de Santiago en 1633, oficial del Santo Oficio, familiar de la Inquisición de Toledo y alcalde ordinario por su estado noble en la villa de Ribera en 1641.[2]

Casó con su parienta, Juana de Mendoza. Le sucedió su padre:
- Álvaro de Híjar y de Mendoza  (n. Llerena, 1568-¿?), II marqués del Dragón de San Miguel de Híjar.

Casó, en primeras nupcias con María Dávila y Salazar. Después de enviudar, pasó a Lima y contrajo un segundo matrimonio con Leonor de Santillán. Era hijo Cristóbal de Mendoza y Carrillo y de María de Cabrera y Vera. Le sucedió su hijo:
- García Álvaro de Híjar Mendoza y Dávila (Zalamea 1600-1668), III marqués del Dragón de San Miguel de Híjar y I conde de Villanueva del Soto.

Casó con Juana Margarita de Santillán y Cepeda. Le sucedió su hijo:
- García de Híjar Mendoza y Santillán (baut. Parroquia de San Marcelo, Lima, 13 de noviembre de 1634-1718), IV marqués del Dragón de San Miguel de Híjar, II conde de Villanueva del Soto, gobernador y capitán general de Chile y consejero del rey en el consejo de Hacienda.[3]

Casó con Leonor Mauricia Roldán Dávila Castilla y Altamirano (Trujillo, 1659-Lima, 1661). Le sucedió su hijo:
- García de Híjar Mendoza y Roldán Altamirano (Lima, ?-1729), V marqués del Dragón de San Miguel de Híjar. Le sucedió su hermana:

- Juana Margarita de Híjar y Mendoza (Lima 1680-? ), VI marquesa del Dragón de San Miguel de Híjar.

Casó en 1701 con Fernando de la Fuente y Rojas. Le sucedió su hijo:
- Fernando José de la Fuente Híjar y Mendoza (Pisco 1712-Lima 1777), VII marqués del Dragón de San Miguel de Híjar, III conde de Villanueva del Soto y III conde de Fuente Roja.

Casó en primeras nupcias, en 1748, con Grimanesa Bejarano y Bravo de Laguna, hija del conde de Villaseñor. Contrajo un segundo matrimonio, en 1757, con Isabel (de la Presa) Carrillo de Albornoz y Bravo de Lagunas, hija del IV conde de Montemar. Le sucedió su hijo del segundo matrimonio:
- José María de la Fuente y Carrillo de Albornoz (n. 1760), VIII marqués del Dragón de San Miguel de Híjar, caballero de la Orden de Carlos III y teniente coronel de milicias en Ica.

Casó con María Josefa Mesía y Aliaga, V condesa de Sierrabella. Le sucedió su hija:
- María Josefa Gabriela de la Fuente y Mesía (Lima 1790-1852), IX marquesa del Dragón de San Miguel de Híjar y V condesa de Sierrabella.

Casó, en 1805, con José Matías Vázquez de Acuña y Ribera, VII conde de la Vega del Ren. Le sucedió, por rehabilitación, su nieto:
Rehabilitación en 1887
- José María de Santiago-Concha y Vázquez de Acuña (Lima, 1841-Madrid, 1900), X marqués del Dragón de San Miguel de Híjar.[1]

Casó con María de la Trinidad de Tineo y Casanova, VI marquesa de Casa Tremañes. Le sucedió, en 1905, su hijo:
- José Manuel de Santiago-Concha y de Tineo (1886-1962), XI marqués del Dragón de San Miguel de Híjar.[4]

Le sucedió, en 1964, su hermana:
- María de la Trinidad de Santiago-Concha y de Tineo, XII marquesa del Dragón de San Miguel de Híjar[5] y VII condesa de Sierrabella.

Casó en primeras nupcias con Juan de Dios Rodríguez Fraile y en segundas con Enrique Carrión y Vecín, II marqués de Melín. Le sucedió su hijo del primer matrimonio:
- José María Rodríguez de Santiago-Concha (n. 1916), XIII marqués del Dragón de San Miguel de Híjar,[6] marqués de Valdelirios, marqués de Casa Tremañes, conde de Villanueva del Soto y conde de Sierrabella.

Casó con Inés Fabra y Boada. Le sucedió, por cesión en 1986, su hijo:
- Juan Rodríguez de Santiago-Concha y Fabra (1954-4 de enero de 2022), XIV marqués del Dragón de San Miguel de Híjar,[7] marqués de Valdelirios, marqués de Casa Tremañes, conde de la Vega del Ren, conde de Villanueva del Soto y conde de Sierrabella.

Casó con María Cristina Ruiz-Navarro y del Pinar. Le sucedió su hija:
- Cristina Rodríguez de Santiago-Concha y Ruiz-Navarro (n. octubre de 2004), XV marquesa del Dragón de San Miguel de Híjar,[8] marquesa de Valdelirios, marquesa de Casa Tremañes, condesa de la Vega del Ren y condesa de Villanueva del Soto.